# رابط گرافیکی دستگاه
رابط گرافیکی دستگاه (انگلیسی: Graphics Device Interface) یک رابط برنامه‌نویسی کاربردی در مایکروسافت ویندوز و از اجزای اصلی سیستم‌عامل است، که مسئولیت نمایش اشیا گرافیکی و انتقال آنها به دستگاه‌های خروجی مانند مانیتور و پرینتر را برعهده دارد.
رابط گرافیکی دستگاه مسئول انجام وظایفی چون رسم خطوط و منحنی‌ها، رندر کردن فونت‌ها و رسیدگی به پالت‌ها می‌باشد، اما به‌طور مستقیم مسئول طراحی پنجره‌ها، منوها و غیره نخواهد بود. سایر سیستم‌عامل‌ها نیز دارای بخشی مشابه رابط گرافیکی دستگاه در ساختار خود می‌باشند، که برای نمونه می‌توان به کوارتز در مک‌اواس و سامانه پنجره اکس در اکس‌لیب اشاره نمود. مهمترین مزایای رابط گرافیکی دستگاه نسبت به روش‌های مستقیم دسترسی به سخت‌افزار، قابلیت‌های مقیاس‌پذیری و نمایش دستگاه‌های هدف می‌باشد.